# Gradina (Derventa, BiH)
Gradina je naselje u sastavu Grada Dervente, Republika Srpska, BiH. 

## Stanovništvo
Hrvati su na prostor današnje Bosanske posavine doseljavaju u VII. stoljeću, 626. godine poslije Krista.
Nacionalni sastav stanovništva 1991. godine, bio je sljedeći:
ukupno: 418
- Hrvati - 416
- Jugoslaveni - 1
- ostali, neopredijeljeni i nepoznato - 1